# N'Faly Kouyaté
N'Faly Kouyaté is een zanger en koraspeler uit Guinee. Kouyaté behoort tot het Mandinka volk. Zijn vader en een groot aantal familieleden waren griots.
In 1994 kreeg hij een beurs om digitale muziek te studeren en verhuisde hij naar Brussel, waar hij de band Dunyakan oprichtte, met onder meer Michael A. Martone. In 1997 werd hij lid van Afro Celt Sound System, waar hij zong, kora en balafoon speelde.
Door zijn interesse in klassieke muziek ontstond Kora Strings, een project met violist Wouter Vandenabeele, een kora en een strijkerskwartet.
Op zijn werk met de band Dunyakan' brengt hij een mix van elektronische en Afrikaanse muziek. Op zijn solo-album Changes uit 2015 noemt hij het genre dat hij brengt Afrotronix, een mix van Afropop met elektronica en polyfonische zang. Hij richtte hiervoor de Urban Contemporary Gospel Singers, met gospelzangers uit Brussel.

## Discografie (solo)
- 2004 Kora Grooves from West Africa
- 2008 Tunya (met Dunyakan)
- 2014 Change

- International Standard Name Identifier: 0000 0000 3697 6911
- Library of Congress Control Number: n2007006272
- MusicBrainz: 9db578f7-4205-469d-9ab9-cee123eba546
- Nationale Bibliotheek van Israël: 987007349457205171
- Virtual International Authority File: 75759943
- WorldCat: E39PBJppB8rkB9VGKJKhkP8jYP